# Cornélie van de Reepe
Cornélie J. (Corrie) van de Reepe (Aalsmeer, 31 mei 1936), na haar huwelijk Cornélie Dieleman-van de Reepe, is een Nederlandse schrijfster.

## Biografie
Ze werd geboren in Aalsmeer. Ze verhuisde met haar ouders tijdens het begin van de Tweede Wereldoorlog naar Zeeuws-Vlaanderen. Haar vader ging in Zuidzande werken als hoofdonderwijzer op de openbare lagere school.
Na haar HBS-opleiding in Oostburg, haalde ze in 1956 op de Rijkskweekschool haar onderwijsakte. Eind jaren 60 tot eind jaren 70 werkte ze als onderwijsmedewerkster bij de Provinciale Zeeuwse Courant. Daarna volgde ze een studie Nederlands bij de Zeeuwse Leergangen te Middelburg en ging les geven op het volwassenenonderwijs in Vlissingen en de Bestuursacademie te Goes.
In 2001 debuteerde zij met de historische roman De middag van de paarse nevel, over de gevolgen van de Slag om de Schelde in oktober 1944 voor het dorp Zuidzande. Het boek verscheen als geschenk van de Week van het Zeeuwse Boek. Voor Van de Reepe was haar boek tevens aanleiding om zich in te spannen voor het herstel en behoud van de oorlogsgraven in het dorp en ze was mede-initiatiefneemster voor het oorlogsmonument dat in 2004 werd onthuld.
In 2002 volgde de verhalenbundel Je kent me niet echt, hè?.
Van de Reepe is getrouwd en heeft drie zonen.